# Ronja Räubertochter

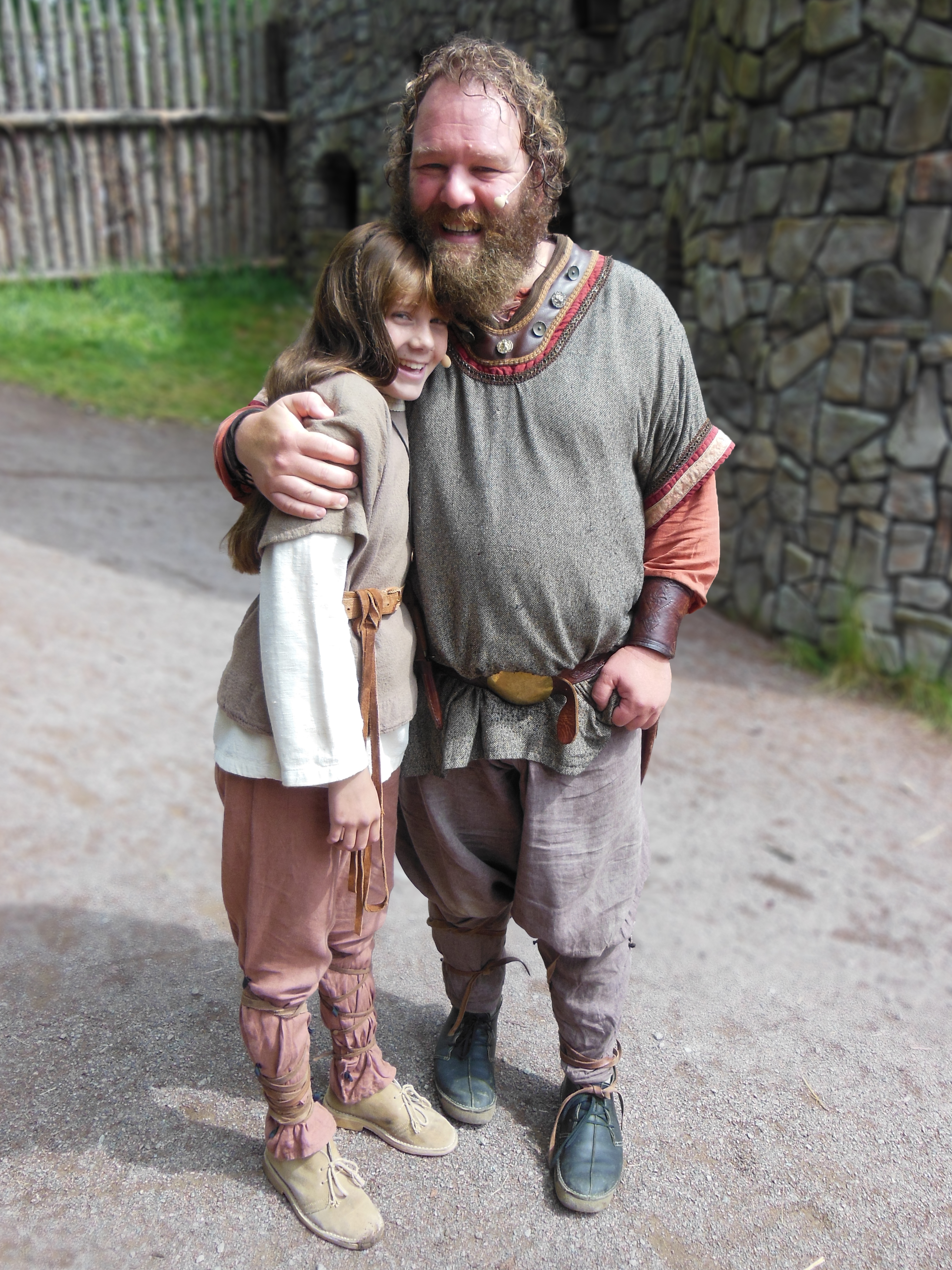
Darsteller von Ronja und Mattis in Astrid Lindgrens Värld, 2014

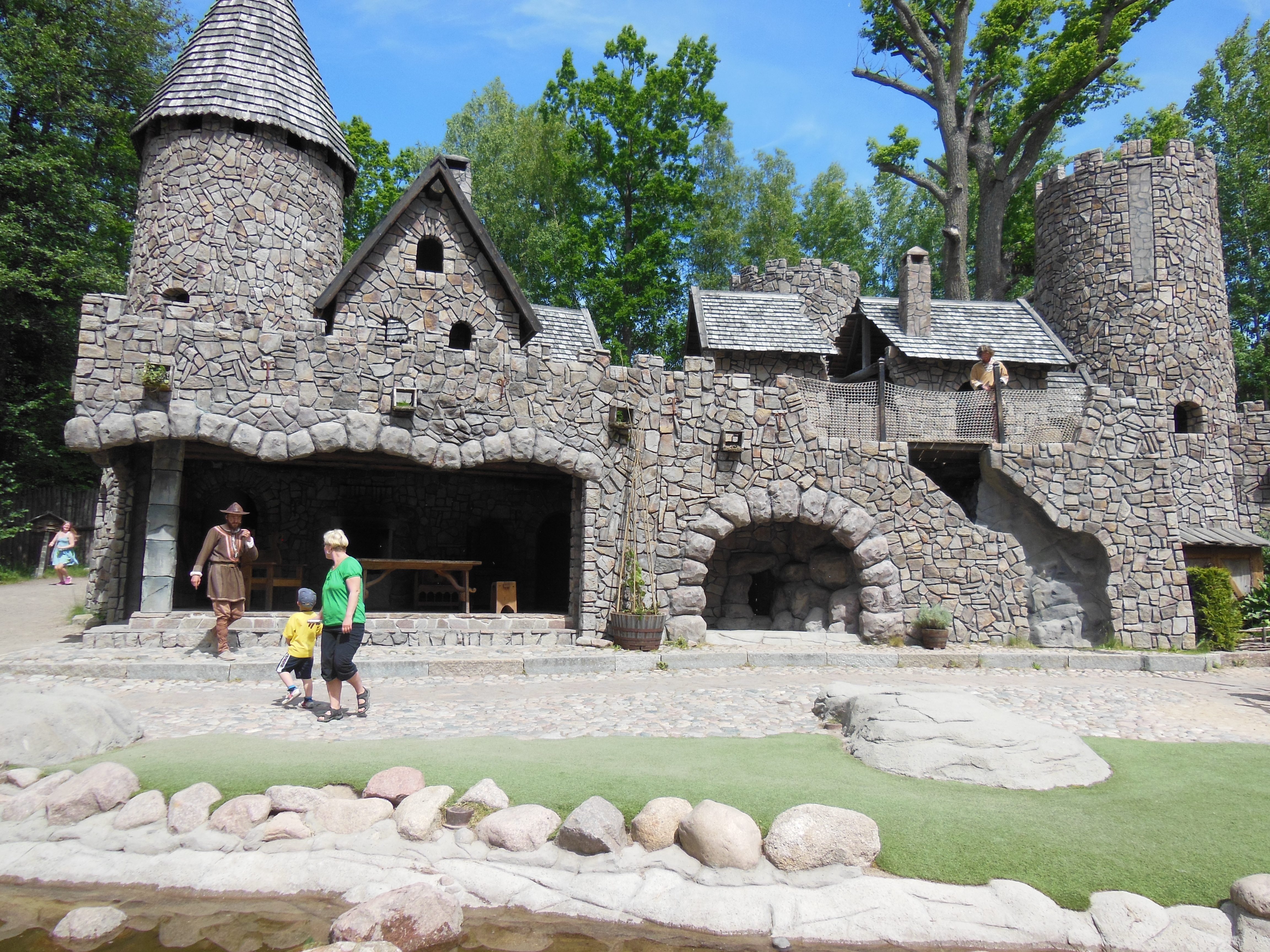
Modell der Mattisburg in Astrid Lindgrens Värld, 2015

Ronja Räubertochter (Originaltitel Ronja rövardotter) ist ein Kinderbuch der schwedischen Autorin Astrid Lindgren, das 1981 erschien. Die Originalillustrationen stammen von Ilon Wikland. Das Buch wurde in zahlreiche Sprachen übersetzt und zu einem Welterfolg.

## Handlung
Ronja ist die Tochter des Räuberhauptmanns Mattis und seiner Frau Lovis. Sie wächst auf der Mattisburg im Mattiswald zusammen mit ihren Eltern und deren Räuberbande auf. Eines Tages lernt sie Birk Borkason kennen, den Sohn des verfeindeten Räuberhauptmanns Borka und dessen Frau Undis. Borkas Bande, die Borkaräuber, hat sich in einem Gebäudeteil der Mattisburg eingenistet, der am Tag von Ronjas und Birks Geburt durch einen Blitzeinschlag vom Hauptbau getrennt wurde. Dieser Teil wird seit dem Einzug der Borkaräuber als Borkafeste bezeichnet.
Indem sie sich gegenseitig in brenzligen Situationen helfen, werden die nun elfjährigen Ronja und Birk rasch enge Freunde („Bruder und Schwester“). Als Mattis Birk gefangen nimmt und Ronja sich deshalb freiwillig in die Hände Borkas begibt, eskaliert der Konflikt zwischen den beiden Sippen. Dabei wird die bisher verheimlichte Freundschaft zwischen Birk und Ronja offenbar, was aber bei den Vätern der beiden nur Missfallen hervorruft. Die beiden Kinder ziehen darauf gemeinsam in eine verlassene Bärenhöhle im Wald und verbringen Sommer und Herbst in der Wildnis.
Mattis’ Sehnsucht nach seiner Tochter bewegt ihn schließlich dazu, sie aufzusuchen und sie zu bitten, in die Mattisburg zurückzukehren. Nach der Zusicherung, dass sie sich weiterhin ungestört treffen können, kehren Ronja und Birk zu ihren Eltern zurück, nachdem sie sich ohnehin bereits Sorgen gemacht haben, wie sie in der Höhle den Winter überstehen könnten. Da im Mattiswald zahlreiche Landsknechte des Vogts den Räubern auflauern, beschließen Mattis und Borka, sich mit ihren Banden zusammenzutun, um dieser Gefahr gemeinsam besser begegnen zu können. Den Zweikampf, der über die Leitung der vereinigten Räuberbande entscheiden soll, gewinnt Mattis. Dieser will, dass auch Ronja Räuberin wird, aber Ronja hält, genauso wie Birk, vom Räuberhandwerk nur sehr wenig und entscheidet sich gegen diesen Lebensweg. Die Geschichte endet damit, dass Ronja und Birk im Frühling – nun im Einvernehmen mit ihren Eltern – die Burg verlassen, um die Sommermonate wieder in der Bärenhöhle zu verbringen.

### Fantastische Elemente
Auch fantastische Motive sind in die Handlung eingeflochten, wozu insbesondere einige „Dunkelvölker“ zählen, welche lose aus dem nordischen Volksglauben entnommen wurden. Sie sind zwar in Grenzen sprachbegabt, doch diese Kreaturen tragen keine individuellen Züge und sind den Menschen nicht wohlgesonnen, was sie von den handelnden Protagonisten abhebt. Sie repräsentieren verschiedene Bedrohungen der Wildnis: Die tagaktiven, blutdürstigen „Wilddruden“ (im Original „Vildvittror“, zu Druden besteht kein Zusammenhang) ähneln Harpyen und drohen damit, unaufmerksame Menschenkinder in ihre entlegenen Bergnester zu verschleppen und dort zu zerfleischen. Die nachtaktiven „Graugnome“ („Grådvärgar“) sind verzwergte, behaarte Unholde, die von Furcht angezogen werden und sich dann in Horden ansammeln können, wodurch sie erst zur wirklichen Bedrohung werden. Die „Rumpelwichte“ („Rumpnissar“) sind vergleichsweise harmlose kleine Lästlinge, die in Erdbauten unter dem Wald leben und dadurch Stolperfallen produzieren.
Ferner gibt es noch einen Auftritt der „Unterirdischen“, welche versuchen, Ronja bei Nebel mit Gesang für immer in ihr Reich zu locken, jedoch unsichtbar bleiben. Eine frühere Kurzgeschichte von Astrid Lindgren thematisierte diese Unterirdischen ausführlicher: In Die Schafe auf Kapela (Original Tu tu tu!, veröffentlicht in der Kurzgeschichtensammlung Klingt meine Linde), begegnet die kleine Stina Maria den Wesen. Diese nehmen sie mit in ihre unterirdischen Höhlen und Hallen, wo Stina Maria in deren Diensten all ihre Erinnerungen an ihr Zuhause verliert.

## Interpretation
In ihrem letzten größeren Werk Ronja Räubertochter parodiert Astrid Lindgren einen klassischen Räuberroman. Sie verwendet viele Versatzstücke einer Räubergeschichte (Prügeleien, Brutalität, ungehemmte Gefühle und ursprüngliche Lebensfreude), ironisiert die großsprecherischen Räuber jedoch durch ihre leichte Verletzlichkeit und ihre Rührseligkeit. Der männlichen Kraftmeierei, von der sich einzig der greise Glatzen-Per und der jugendliche Birk abheben, wird mit der Titelfigur und ihrer Mutter ein weiblicher, vernünftiger Blick gegenübergestellt. Dabei gestaltet Lindgren den Roman nicht primär historisch, sodass sie in der Handlung auch zeitgenössische Themen und Probleme transportieren kann. Zu den behandelten Themen gehören Freiheit, Emanzipation, Treue, Respekt, Freundschaft und Liebe, jedoch auch Vorurteile, Konkurrenzdenken, Gewalt und Tod.
Die Liebe zwischen Ronja und Birk, den beiden Kindern verfeindeter Räuberfamilien, erinnert an Romeo und Julia. Doch anders als in Shakespeares Tragödie gibt es in Lindgrens Kinderbuch für die (platonisch) Liebenden ein Happy End. Die Entschlossenheit der Kinder überwindet die Differenzen der Erwachsenen und öffnet auch diesen neue Möglichkeiten. Die Kinder wagen den Sprung über den „Höllenschlund“ und überwinden damit auch symbolisch die Kluft zwischen den verfeindeten Sippen. Gleichzeitig zeigt der Roman auch die Emanzipation Ronjas von ihrem Vater. Sie, die seit der Geburt von ihrem Vater dazu ausersehen ist, dessen Nachfolge als Anführerin der Räuberbande anzutreten, will ihren eigenen Weg gehen. Dabei wird der Prozess der Emanzipation als ein sehr schmerzvoller gezeigt, sowohl für den Vater, der an König Lear erinnert und an der Zurückweisung seiner Tochter beinahe zerbricht, als auch für die Tochter, die sich in Freud’scher Manier gegen den Vater auflehnen muss, um selbst zu überleben. Nur die Kinder haben am Ende die Macht, die Welt zu retten und den Konflikt der Erzfeinde, die sich in Wahrheit so ähnlich sind (und die man als Allegorie auf viele reale politische Konflikte verstehen kann), zu beenden.
Auch weitere literarische Vorbilder und Mythen werden in Ronja Räubertochter aufgearbeitet. So erinnert das Zusammenleben von Ronja und Birk an Tristan und Isolde in der Minnegrotte (in einer Ausformung der Legende von Gottfried von Straßburg). Wie es typisch für die Bücher Astrid Lindgrens ist, leben die Kinder in einem Idealzustand im Einklang mit der Natur wie Adam und Eva im Paradies. Mit dem Einbruch des kalten Winters wird ihr Garten Eden bedroht, doch trotz aller scheinbar unlösbaren Probleme zeigen die Naturschilderungen Lindgrens stets, wie wundervoll das Leben ist und dass es sich lohnt, seine Ziele zu verfolgen. Der Roman gibt ihre eigene optimistische und positive Einstellung zum Leben wieder und endet auch mit dem Einzug des neuen Frühlings lebensbejahend. Lindgren ergreift Position für den Frieden und gegen Gewalt und zeigt friedliche und gewaltlose Möglichkeiten zur Veränderung der Welt auf. Daher wurde Ronja Räubertochter auch als Friedens- und Zukunftsroman eingeordnet. Die Theologin Ina Praetorius deutet den Roman als feministische Utopie, weil Ronja sich allein in den Wald (= die Welt) hinaus begibt, ohne dabei unglücklich zu werden.

## Hintergrund
Für die Namen der Protagonisten wandelte Lindgren Ortsnamen ab: Die Silben „ron“ und „ja“ stammen aus dem Bauwerksnamen Juronjaurekåtan. Ähnlich verfuhr die Autorin bei der Namensfindung für die anderen Figuren, auch deren Rufnamen sollen ihre Ausgangsformen in jenem schwedischen Schulatlas haben, in welchem der See Juronjaure verzeichnet war.
Die schwedische Originalausgabe wurde illustriert von Ilon Wikland, mit der Lindgren bereits seit dem Kinderbuch Mio, mein Mio (1954) zusammengearbeitet hatte. Die ersten Entwürfe Wiklands eines zarten, mädchenhaften Kindes, das mit glatten Haaren an das skandinavische Urvolk der Samen erinnerte, missfielen Lindgren jedoch, und Wikland gestaltete die Hauptfigur anschließend als eine androgyne Mädchengestalt mit dunklem Wuschelkopf.

## Adaptionen

### Verfilmung
Das Buch wurde 1984 sehr erfolgreich von Tage Danielsson für das Kino verfilmt. Im Fernsehen wurde der Film auch als Miniserie ausgestrahlt.

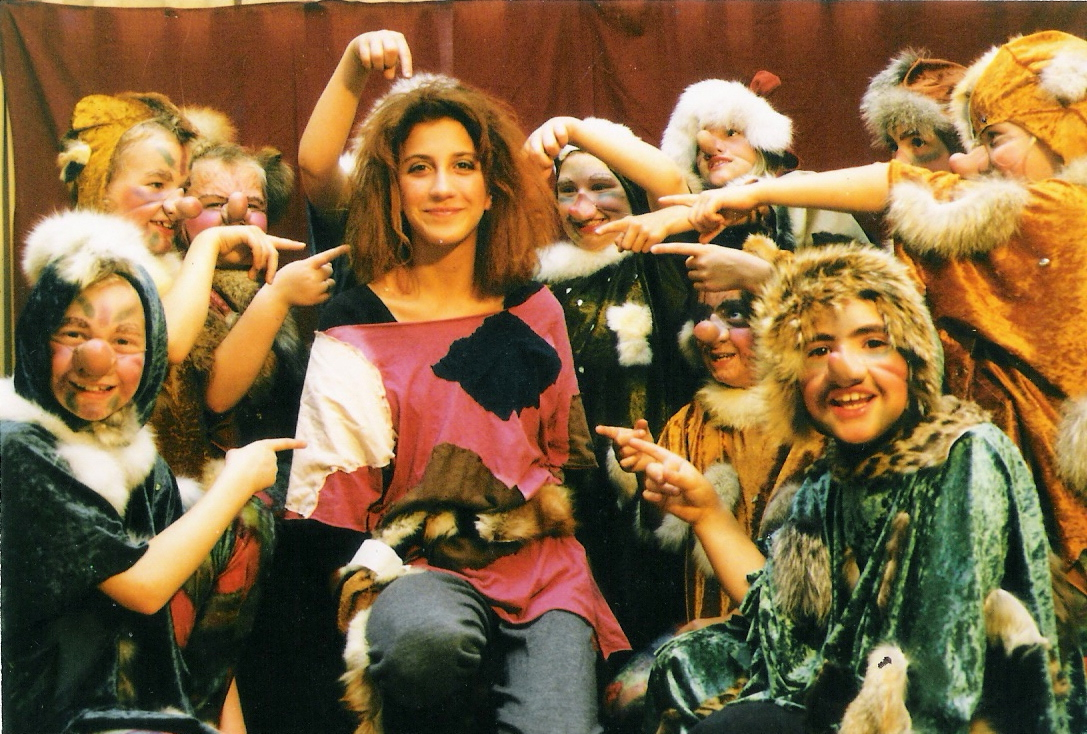
Ronja mit den Rumpelwichten im Musical

### Musical
1994 feierte das von Axel Bergstedt komponierte Musical Ronja Räubertochter seine Premiere.

### Familienoper
Am 26. Februar 2015 feierte die gleichnamige Familienoper von Jörn Arnecke (Libretto: Holger Potocki) in der Inszenierung von Johannes Schmid im Theater Duisburg im Rahmen der Kooperation „Junge Opern Rhein-Ruhr“ ihre Uraufführung. Neben der Deutschen Oper am Rhein Düsseldorf Duisburg wurde die Oper auch im Theater Bonn und dem Theater Dortmund gezeigt.

### Anime
Im Januar 2014 wurde bekanntgegeben, dass der japanische Fernsehsender NHK bei dem auf Computeranimationen spezialisierten Studio Polygon Pictures, assistiert von Studio Ghibli, eine Anime-Umsetzung der Geschichte in Auftrag gab, die im Herbst 2014 ausgestrahlt wurde. Regie führte bei dem Projekt Gorō Miyazaki.

### Serie
Am 28. März 2024 erschien die erste Staffel des Serien-Remakes der Geschichte. Die Serie sollte ursprünglich schon Ende 2023 auf Viaplay veröffentlicht werden, das wurde aber wegen finanzieller Probleme verschoben. Später kaufte Netflix die Rechte an der Serie. Geschrieben wurde sie von Hans Rosenfeldt, Regie führte Lisa James Larsson. Es spielten Kerstin Linden (Ronja), Jack Bergenholtz Henriksson (Birk), Christopher Wagelin (Mattis) und Sverrir Guðnason (Borka).
In Deutschland ist die erste Staffel der Serie seit dem 20. Dezember 2024 in der ARD Mediathek verfügbar. und wurde kurz darauf linear ausgestrahlt. Am 18. April 2025 folgte Staffel 2, die am 20. und 21 April im Ersten ausgestrahlt wurde.

## Ausgaben
Roman
- Astrid Lindgren: Ronja, Räubertochter. (Deutsch von Anna-Liese Kornitzky.) Oetinger, Hamburg 1982, ISBN 3-7891-2940-2. (Illustriert von Ilon Wikland)
- Astrid Lindgren: Ronja, Räubertochter. (Deutsch von Anna-Liese Kornitzky.) Oetinger, Hamburg 2017, ISBN 978-3-7891-0811-2. (Illustriert von Katsuya Kondo)
- Astrid Lindgren: Ronja, Räubertochter. (Deutsch von Anna-Liese Kornitzky.) ATB Alex Taschenbücher, Berlin (DDR) 1988, ISBN 978-3-358-01380-9. (Illustriert von Karl-Heinz Appelmann)

Comics
- Ronja Räubertochter: Das Gewitterkind (Ronja Rövardotter – Åskvädersbarn, 2016, deutsch 2017) Oetinger, Hamburg 2019, ISBN 978-3-7891-0820-4
- Ronja Räubertochter: Die Wilddruden (Ronja Rövardotter – Vildvittrorna, 2016, deutsch 2017) Oetinger, Hamburg 2019, ISBN 978-3-7891-0821-1
- Ronja Rövardotter – Björngrottan, 2017, Comic, noch nicht auf Deutsch erschienen
- Ronja Rövardotter – Glupafallet, 2017, Comic, noch nicht auf Deutsch erschienen

Hörbücher und Hörspiele
- Astrid Lindgren: Ronja, Räubertochter. (Gelesen von Ulrich Noethen.) Oetinger, Hamburg 2014, ISBN 978-3-8373-0757-3
- Astrid Lindgren: Ronja, Räubertochter. Das Hörspiel zum Film. Ufa (Sony Music) 2015
- Astrid Lindgren: Ronja, Räubertochter. [Gelesen von Trudi Gerster (Erzählerin), Sumitra Keshava (Ronja), Ananda Keshava (Birk)], Tudor (Tudor Recording), 2012´
- Astrid Lindgren: Ronja Räubertochter. Folge 1. In der Mattisburg. [Gelesen von Rolf Becker (Erzähler), Katharina von Bock (Ronja), Marcus von Bock (Birk), Norbert Schwientek (Mattis), Margret Homeyer (Lovis), Paul-Albert Krumm (Glatzen-Per), Manfred Böll (Klein-Klipp), Ulrich von Bock (Borka)] Universal Family/Oetinger, 1984
- Astrid Lindgren: Ronja Räubertochter. Folge 2. In der Bärenhöhle. [Gelesen von Rolf Becker (Erzähler), Katharina von Block (Ronja), Marcus von Bock (Birk), Norbert Schwientek (Mattis), Margret Homeyer (Lovis), Paul-Albert Krumm (Glatzen-Per), Manfred Böll (Klein-Klipp), Ulrich von Bock (Borka)] Universal Family/Oetinger, 1984

PC-Spiel
- Astrid Lindgren: Ronja Räubertochter, Windows 95/98, Oetinger, 2001